# カラクル湖 (タジキスタン)

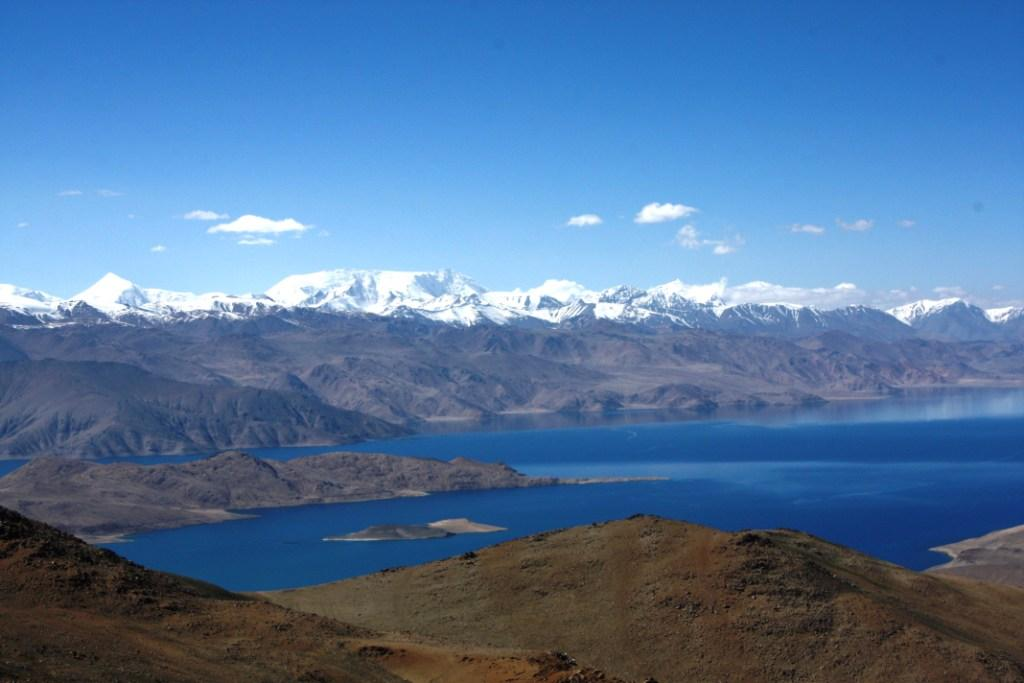
山岳から撮影したカラクル湖

カラクル湖（Kara-Kul / Qarokul、タジク語: Қарoкӯл、キルギス語: Кара-Көл）はタジキスタンのパミール高原にある直径25kmの湖である。500万年前の隕石衝突によるクレーターの中にある。標高3900mに位置する。南岸から伸びる半島と、島によって東西に分かれ、東側の湖は13mから19mの水深で浅く、西側の湖は水深221mから230mである。湖から流れ出る川はない。2001年にラムサール条約登録地となった。
衛星写真によってごく最近に発見された、隕石クレーターのリム（外縁）の直径は45kmで、500万年前の隕石衝突により形成されたとされている。